# Vylok (gemeente)
Vylok (Oekraïens: Вилоцька селищна громада, Hongaars: Tiszaújlak) is een gemeente in de Oekraïense oblast Transkarpatië en telt 14.836 inwoners (2020).
De gemeente is gevormd in 2020 tijdens de laatste gebiedshervorming in Oerkraïne. Het grootste deel van de inwoners behoort tot de Hongaarse minderheid in Oekraïne.

## Plaatsen in de gemeente
Vylok, Verbovets, Tsjorny Potik, Matijovo, Verbove, Ruska Dolyna, Nove Selo, Perechrestja, Karatsjyn, Poesjkino, Sjalanky